# Université catholique de l'Ouest Bretagne-Sud
L'université catholique de l'Ouest Bretagne-Sud a été créée en septembre 1986 par le père Jean Lucas. Elle fait partie du réseau de l'université catholique de l'Ouest qui compte 9 campus : Angers, Nantes, Vannes, Guingamp, Laval, Niort, Brest, La Réunion et Papeete. L'UCO Bretagne-Sud comptait 832 étudiants à la rentrée de septembre 2024. Légèrement à l'écart de la ville de Vannes, l'université est située sur la commune d'Arradon, à trois kilomètres du centre de Vannes et à quatre kilomètres du bourg d'Arradon (sur une ligne de bus qui dessert la gare de Vannes).
Les instituts catholiques ne sont pas autorisés à délivrer aux étudiants des diplômes nationaux comme la Licence, le Master ou le Doctorat. Mais ils peuvent coopérer avec une université locale et permettre à leurs étudiants de passer les examens d'un diplôme national qui sera délivré par l'université locale. Enfin, ils peuvent délivrer des diplômes d'université dans les sciences ecclésiastiques, droit canonique, théologie, philosophie.

## Histoire
L'Université catholique de l'Ouest Bretagne-Sud a été créée en septembre 1986 par le père Jean Lucas. Elle fait partie du réseau de l’Université catholique de l’Ouest qui compte 9 campus : Angers, Nantes, Vannes, Guingamp, Laval, Niort, Brest, La Réunion et Papeete.

## Les formations

### Licences
L'UCO Bretagne-Sud propose sept licences :
- la licence Histoire,
- la licence Information - Communication (alternance possible en L3),
- la licence LLCER anglais,
- la licence Sciences de l'Éducation,
- la licence STAPS,
- la licence Psychologie (ouverture rentrée 2025).

Au sein de la faculté des Humanités regroupant les licences Histoire, LLCER et Information-Communication, les étudiants doivent compléter leur formation par le choix d'une mineure :
- Communication événementielle et relations publiques,
- Journalisme et production éditoriale,
- Langues et cultures,
- Sciences politiques,
- Patrimoine(s) et culture.

### Licences professionnelles
Ces diplômes recrutent des étudiants à BAC+2 :
- la licence professionnelle en alternance Métiers du tourisme,
- la licence professionnelle en alternance Métiers du Commerce International parcours Assistant Commercial Import Export Trilingue.

### Master
- Master Gestion de projets et destinations touristiques,
- Master 2 DCAIRP (Développement des Capacités d’Apprentissage, Insertion et Réinsertion Professionnelles).

### Diplômes Universitaires
- DU Concours de la gendarmerie,
- DU Métiers et langue bretonne[5],
- DU Pédagogie Montessori,
- DU Direction de Chœurs d'Enfants.

## Campus
L'UCO Bretagne-Sud dirigée par Mme Ségolène Le Mouillour, partage le campus du Vincin avec la Direction Diocésaine de l'Enseignement Catholique du Morbihan et l'ISFEC (Institut Supérieur de Formation de l'Enseignement Catholique).
L'université dispose :
- de nombreuses salles de cours récemment rénovées[6],
- de deux amphithéâtres de 80 et 250 places[6],
- de salles informatiques[7],
- d'outils audiovisuels pour la formation des étudiants[8],
- d'une salle de sports reconstruite en 2021,
- d'une chapelle[6].

La Bibliothèque Universitaire Jean Lucas, informatisée depuis 1987, dispose de près de 20.000 références. Depuis 2005, elle occupe le rez-de-chaussée de l'établissement.

## Vie étudiante
L'ADE (Association des Étudiants) composé d'étudiants du campus, organise plusieurs activités (journée d'intégration...).
L'ADS (Association des Sports) est pilotée par des étudiants de la filière STAPS et contribue à l'animation sportive du campus. L'université dispose également d'une aumônerie.

## Personnalités liées à l'université

### Anciens étudiants
David Robo, maire de Vannes.